# Ганс-Рудольф Резінг
Ганс-Рудольф Резінг (нім. Hans-Rudolf Rösing; 28 вересня 1905, Вільгельмсгафен — 16 грудня 2004, Кіль) — німецький офіцер-підводник, капітан-цур-зее крігсмаріне, контр-адмірал бундесмаріне. Кавалер Лицарського хреста Залізного хреста.

## Біографія
1 квітня 1925 року вступив на флот. Служив на легких крейсерах «Німфа» і «Кенігсберг». Уже в 1930 році виявився в числі морських офіцерів, яким була доручена робота з відтворення підводного флоту. Займався розміщенням замовлень на будівництво підводних човнів на закордонних верфях. Потім командував навчальними підводними човнами S-15 і S-3, керував підводного школою. З 21 вересня 1935 року командував підводним човном U-11, в 1937 році — U-35, з жовтня 1937 по серпень 1938 року — U-10. У 1937 році здійснив плавання до Азорських островів. У 1938 році служив в торпедній інспекції, де займався тестуванням нових торпед.
З грудня 1938 року — командир 5-ї флотилії підводних човнів (розформована в грудні 1939 року). З січня 1940 року — командир 7-ї флотилії. 21 травня 1940 року призначений командиром підводного човна U-48, на якому зробив 2 походи (провівши в морі в цілому 57 днів) в Північну Атлантику. Всього за час військових дій потопив 12 кораблів загальною водотоннажністю 60 701 брт і пошкодив 1 корабель водотоннажністю 5 888 брт.
| Date           | Назва корабля          | Тип                   | Тоннаж | Вантаж                                                          | Екіпаж | Загинули | Країна             | Конвой        |
| -------------- | ---------------------- | --------------------- | ------ | --------------------------------------------------------------- | ------ | -------- | ------------------ | ------------- |
| 5 червня 1940  | Stancor                | Торговий пароплав     | 798    | 300 тонн риби                                                   | 19     | 0        | Британська імперія |               |
| 7 червня 1940  | Frances Massey         | Торговий пароплав     | 4,212  | 7500 тонн залізної руди                                         | 35     | 34       | Британська імперія |               |
| 7 червня 1940  | Eros (пошкоджений)     | Торговий пароплав     | 5,888  | 301 тонна міді, 108 тонн ферохрому і 200 тонн стрілецької зброї | 62     | 0        | Британська імперія |               |
| 11 червня 1940 | Violando N. Goulandris | Торговий пароплав     | 3,598  | Пшениця                                                         | 28     | 6        | Королівство Греція |               |
| 19 червня 1940 | Tudor                  | Торговий теплохід     | 6,607  | 3800 тонн сталі і 600 тонн генеральних вантажів                 | 39     | 1        | Норвегія           | HG-34F        |
| 19 червня 1940 | Baron Loudoun          | Торговий пароплав     | 3,164  | 5050 тонн залізної руди                                         | 33     | 3        | Британська імперія | HG-34F        |
| 19 червня 1940 | British Monarch        | Торговий пароплав     | 5,661  | 8200 тонн залізної руди                                         | 40     | 40       | Британська імперія | HG-34F        |
| 20 червня 1940 | Moordrecht             | Тепловий танкер       | 7,493  | 10 200 тонн мазуту                                              | 29     | 25       | Нідерланди         | HX-49         |
| 16 серпня 1940 | Hedrun                 | Торговий пароплав     | 2 325  | 3009 тонн вугілля                                               | 29     | 8        | Швеція             | OB-197        |
| 19 серпня 1940 | Ville de Gand          | Пасажирський пароплав | 7 590  | 1000 тонн снарядів                                              | 54     | 14       | Бельгія            |               |
| 24 серпня 1940 | La Brea                | Паровий танкер        | 6 665  | 9410 тонн мазуту                                                | 33     | 2        | Британська імперія | Конвой HX 65  |
| 25 серпня 1940 | Athelcrest             | Тепловий танкер       | 6 825  | 10 125 тонн дизельного палива                                   | 36     | 30       | Британська імперія | Конвой HX 65A |
| 25 серпня 1940 | Empire Merlin          | Торговий пароплав     | 5 763  | 6830 тонн сірки                                                 | 36     | 35       | Британська імперія | Конвой HX 65A |

3 вересня 1940 року призначений офіцером зв'язку ВМФ при командуванні італійськими підводними човнами в Бетасомі. У березні-серпні 1941 року командував 3-ю флотилією підводних човнів. У липні 1942 року призначений командувачем підводними човнами на Заході: йому підпорядковані всі підводні човни, що діяли з баз у Франції (за винятком Середземного моря). В кінці 1944 року штаб Резінга був переведений до Норвегії. У травні 1945 року здався союзникам. У 1946 році звільнений.
У 1956 році вступив на службу в ВМС ФРН. З 1957 року —командувач військово-морським відділом «Нордзе», з 1962 року — командувач 1-го військового округу ВМС. У 1965 вийшов у відставку.

## Звання
- Кандидат в офіцери (31 березня 1924)
- Кадет (1 квітня 1925)
- Фенріх-цур-зее (1 квітня 1926)
- Обер-фенріх-цур-зее (1 травня 1928)
- Лейтенант-цур-зее (1 жовтня 1928)
- Оберлейтенант-цур-зее (1 квітня 1930)
- Капітан-лейтенант (2 квітня 1935)
- Корветтен-капітан (1 липня 1939)
- Фрегаттен-капітан (1 лютого 1943)
- Капітан-цур-зее (1 квітня 1943)
- Адмірал флотилії (27 липня 1961)
- Контрадмірал (13 листопада 1962)

## Нагороди
- Медаль «За вислугу років у Вермахті» 4-го і 3-го класу (12 років)
- Залізний хрест
  - 2-го класу (13 лютого 1940)
  - 1-го класу (3 липня 1940)
- Двічі відзначений у Вермахтберіхт (22 червня і 26 серпня 1940)
- Нагрудний знак підводника
- Лицарський хрест Залізного хреста (29 серпня 1940)
- Хрест «За військову доблесть» (Італія) з мечами (1 листопада 1941)
- Орден Корони Італії, командорський хрест (1 листопада 1941)
- Орден «За заслуги перед Федеративною Республікою Німеччина», командорський хрест (8 березня 1966)